# Bethune College
Le Bethune College est une université pour femmes située en Inde. Une école est fondée en 1849 par John Elliot Drinkwater Bethune et en 1879, elle devient la première université pour femmes de l'Inde. Le collège est situé à Calcutta et est couramment affilié avec l'université de Calcutta.
Le collège est accrédité de niveau "A" par NAAC.

## Anciens étudiants
- Kamini Roy (1864-1933), femme de lettres indienne.

## Source
- (en) Cet article est partiellement ou en totalité issu de l’article de Wikipédia en anglais intitulé « Bethune College » (voir la liste des auteurs).